# Celebrity SAS: Who Dares Wins
Vous pouvez aider à l'améliorer ou bien discuter des problèmes sur sa page de discussion.
- Il n'est pas vérifiable et peut contenir des informations totalement erronées. Il est fortement conseillé aux contributeurs d'étayer son contenu par des sources fiables. Sans cela, sa suppression pourrait être envisagée. (si vous venez d'apposer le bandeau, veuillez cliquer sur ce lien pour créer la discussion et en afficher les indications). (Marqué depuis février 2025)
- Il peut contenir un travail inédit ou des déclarations non vérifiées. Vous pouvez l’améliorer en ajoutant des références. (Marqué depuis février 2025)

- Archive Wikiwix
- Bing
- Cairn
- DuckDuckGo
- E. Universalis
- Gallica
- Google
- G. Books
- G. News
- G. Scholar
- Persée
- Qwant
- (zh) Baidu
- (ru) Yandex
- (wd) trouver des œuvres sur Wikidata

Vous pouvez aider à l'améliorer ou bien discuter des problèmes sur sa page de discussion.
- Il ne cite pas suffisamment ses sources. Vous pouvez indiquer les passages à sourcer avec {{référence nécessaire}} ou {{Référence souhaitée}}, et inclure les références utiles en les liant aux notes de bas de page. (Marqué depuis février 2025)
- Son texte doit être wikifié : il ne correspond pas à la mise en forme Wikipédia (style, typographie, liens internes, liens entre les wikis, etc.). (Marqué depuis février 2025)

- Archive Wikiwix
- Bing
- Cairn
- DuckDuckGo
- E. Universalis
- Gallica
- Google
- G. Books
- G. News
- G. Scholar
- Persée
- Qwant
- (zh) Baidu
- (ru) Yandex
- (wd) trouver des œuvres sur Wikidata

SAS: Who Dares Wins est une émission de télévision anglaise de type docu-aventure diffusée sur Channel 4 depuis le 7 avril 2019.
Elle est dérivée de l'émission sans célébrités SAS: Who Dares Wins, diffusée pour la première fois en 2015.

## Règle
Le chef-instructeur de l'émission télévisée est Ant Middleton, un ancien soldat des Forces spéciales du Royaume-Uni. L'émission télévisée oppose les célébrités à des environnements difficiles dans le monde entier au cours d'une formation de deux semaines conçue pour reproduire la sélection de Special Air Service.
Le personnel de direction de l'émission emmène les recrues dans des environnements de guerre hostiles et impitoyables, tout en testant leurs capacités mentales et physiques à travers une série de tests.
Pour la saison 2 les recrues célèbres vivront ensemble dans une ferme abandonnée sur l'île isolée de Raasay en Écosse

## Personnel de direction
- Ant Middleton, instructeur en chef (saisons 1 à 3)
- Rudy Reyes, instructeur en chef (depuis la saison 4)
- Jason Fox, membre de l'équipe de direction (depuis la saison 1)
- Ollie Ollerton, membre de l'équipe de direction (depuis la saison 1)
- Mark Billingham, membre de l'équipe de direction (depuis la saison 1)
- Jay Morton, membre de l'équipe de direction (saison 2)
- Melvyn Downes, membre de l'équipe de direction (saison 3)
- Anthony Stazicker, membre de l'équipe de direction (saison 3)
- Remi Adeleke, membre de l'équipe de direction (saison 4)
- Matthew Ollerton, membre de l'équipe de direction (saisons 1 et 2)
- Chris Oliver, membre de l'équipe de direction (saison 5)

## Déroulement des saisons

### Saison 1 (2019)
C'est le footballeur Wayne Bridge qui a été couronné vainqueur.
| Candidat           | Occupation                                             | Duration      | Résultat  |
| ------------------ | ------------------------------------------------------ | ------------- | --------- |
| Wayne Bridge       | Footballeur                                            | Épisode 1 à 5 | Vainqueur |
| Jeremy Irvine      | Acteur dont Cheval de guerre                           | Épisode 1 à 5 | Éliminé   |
| Victoria Pendleton | Ancienne coureuse cycliste                             | Épisode 1 à 5 | Éliminée  |
| Devin Griffin      | DJ et animateur de radio                               | Épisode 1 à 5 | Éliminé   |
| Heather Fisher     | Joueuse de rugby à XV                                  | Épisode 1 à 5 | Éliminée  |
| Ben Foden          | Joueur de rugby à XV et mari de Una Healy              | Épisode 1 à 5 | Éliminé   |
| Sam Thompson       | Vedette de Made in Chelsea                             | Épisode 1 à 5 | Éliminé   |
| AJ Odudu           | Animatrice de télévision                               | Épisode 1 à 5 | Éliminée  |
| Jeff Brazier       | Animateur de télévision et ex de la défunte Jade Goody | Épisode 1 à 5 | Éliminé   |
| Louise Mensch      | Femme politique, romancière, écrivaine, blogueuse      | Épisode 1 à 5 | Éliminée  |
| Camilla Thurlow    | Ex du prince Harry et vedette de télévision            | Épisode 1 à 4 | Abandon   |
| Andrea McLean      | Journaliste et présentatrice de télévision écossaise   | Épisode 1 à 2 | Abandon   |

- Wayne a participé en 2016 à I'm a Celebrity… Get Me Out of Here! UK.
- Camilla a participé en 2017 à Love Island.
- Sam a été finaliste en 2017 de Celebrity Big Brother.
- Ben a participé en 2019 à The X Factor: Celebrity.

### Saison 2 (2020)
Début avril 2020 le casting de la 2e saison de Celebrity SAS: Who Dares Wins a été dévoilé.
| Candidat        | Occupation                                                       | Duration      | Résultat  |
| --------------- | ---------------------------------------------------------------- | ------------- | --------- |
| Lauren Steadman | Nageuse et triathlète handisport                                 | Épisode 1 à 5 | Vainqueur |
| Leon Rolle      | Membre du groupe Rudimental                                      | Épisode 1 à 5 | Vainqueur |
| Joey Essex      | Vedette de télévision révélé par The Only Way Is Essex           | Épisode 1 à 5 | Éliminé   |
| Nikki Sanderson | Actrice dont Hollyoaks                                           | Épisode 1 à 5 | Éliminée  |
| Helen Skelton   | Animatrice de télévision                                         | Épisode 1 à 5 | Éliminée  |
| Tony Bellew     | Boxeur ayant joué dans Creed : L'Héritage de Rocky Balboa        | Épisode 1 à 5 | Éliminé   |
| Brendan Cole    | Danseur et chorégraphe (anciennement dans Strictly Come Dancing) | Épisode 1 à 4 | Abandon   |
| John Fashanu    | Ancien footballeur, frère du défunt Justin Fashanu               | Épisode 1 à 3 | Abandon   |
| Yasmin Evans    | Animatrice de radio                                              | Épisode 1 à 3 | Abandon   |
| Katie Price     | Personnalité de télévision et entrepreneuse                      | Épisode 1 à 2 | Abandon   |
| Anthea Turner   | Présentatrice de télévision                                      | Épisode 1 à 2 | Abandon   |
| Jack Maynard    | Youtubeur                                                        | Épisode 1 à 2 | Abandon   |

- Katie a participé deux fois à I'm a Celebrity… Get Me Out of Here! UK, en 2005 et 2009, et a remporté Celebrity Big Brother en 2015.
- Joey a participé en 2013 à I'm a Celebrity… Get Me Out of Here! UK.
- Lauren a participé en 2018 à Strictly Come Dancing.
- Anthea a participé en 2001 à Celebrity Big Brother UK, et en 2013 à Dancing on Ice.
- Jack a participé en 2017 à I'm a Celebrity… Get Me Out of Here! UK.
- Brendan a participé en tant que danseur professionnel à Strictly Come Dancing, des saisons 1 à 15.
- John a participé en 2003 à I'm a Celebrity… Get Me Out of Here! UK.

### Saison 3 (2021)
Quatre participants s'était déjà croisés sur une autre émission de télé réalité: Kieron Dyer et Vicky Pattinson se retrouve 6 ans après avoir participé à la saison 15 anglaise de I'm a Celebrity... Get Me Out of Here !; et Saira Khan et Wes Nelson se retrouve 2 ans après Dancing on Ice.
| Candidat        | Occupation                           | Duration      | Résultat        |
| --------------- | ------------------------------------ | ------------- | --------------- |
| Alexandra Burke | Chanteuse, vainqueur de X Factor     | Épisode 1 à 6 | Vainqueur       |
| Aled Davies     | Rugbyman                             | Épisode 1 à 6 | Vainqueur       |
| Wes Nelson      | Vedette de télévision                | Épisode 1 à 6 | Vainqueur       |
| Ore Oduba       | Animateur de télévision et de radio  | Épisode 1 à 6 | Éliminée        |
| James Cracknell | Champion olympique d'aviron          | Épisode 1 à 6 | Abandon         |
| Kieron Dyer     | Ancien footballeur                   | Épisode 1 à 4 | Abandon médical |
| Shanaze Reade   | Coureuse cycliste                    | Épisode 1 à 3 | Abandon médical |
| Vicky Pattison  | Personnalité médiatique              | Épisode 1 à 3 | Abandon         |
| Jake Quickenden | Chanteur révélé par X Factor         | Épisode 1 à 3 | Abandon médical |
| Saira Khan      | Vedette de télévision                | Épisode 1 à 3 | Abandon         |
| Ulrika Jonsson  | Animatrice de télévision             | Épisode 1 à 2 | Abandon médical |
| Kerry Katona    | Chanteuse et personnalité médiatique | Épisode 1 à 2 | Abandon         |

- Saira a participé en 2016 à Celebrity Big Brother 18, et en 2019 à Dancing on Ice 11.
- Kerry a remporté I'm a Celebrity... Get Me Out of Here ! 3 en 2004, et a été finaliste de Celebrity Big Brother 8 en 2011.
- Alexandra a été finaliste de Strictly Come Dancing 15 en 2017.
- Ulrika a participé à Dancing on Ice 2 en 2007, a remporté Celebrity Big Brother 6 en 2009, et a été candidate de Ultimate Big Brother en 2010.
- Kieron a participé en 2015 à I'm a Celebrity... Get Me Out of Here ! 15.
- Vicky a remporté en 2015 I'm a Celebrity... Get Me Out of Here ! 15, et a participé à la saison 4 australienne en 2018. En 2019 elle participe à Celebrity Hunted.
- James a participé à Strictly Come Dancing 17 en 2019.
- Jake a participé à I'm a Celebrity... Get Me Out of Here ! 14, et a remporté Dancing on Ice 10.
- Wes a participé en 2019 à Dancing on Ice 11, et à The X Factor: Celebrity.
- Ore a remporté Strictly Come Dancing 14 en 2016.

### Saison 4 (2022)
Curtis et AJ Pritchard sont frères dans la vie.
| Candidat               | Occupation                                        | Duration      | Résultat        |
| ---------------------- | ------------------------------------------------- | ------------- | --------------- |
| AJ Pritchard           | Ancien danseur de Strictly Come Dancing           | Épisode 1 à 7 | Vainqueur       |
| Calum Best             | Personnalité de télévision et fils de George Best | Épisode 1 à 7 | Vainqueur       |
| Ferne McCann           | Ancienne vedette de The Only Way Is Essex         | Épisode 1 à 7 | Vainqueur       |
| Maisie Smith           | Actrice dont anciennement EastEnders              | Épisode 1 à 7 | Vainqueur       |
| Jade Jones             | Championne de taekwondo                           | Épisode 1 à 7 | Éliminée        |
| Ashley Cain            | Footballeur                                       | Épisode 1 à 7 | Abandon         |
| Shannon Courtnay       | Boxeuse                                           | Épisode 1 à 7 | Abandon         |
| Jonathan Broom-Edwards | Athlète para-sportif                              | Épisode 1 à 6 | Abandon         |
| Jennifer Ellison       | Ancienne actrice de Brookside                     | Épisode 1 à 5 | Éliminée        |
| Fatima Whitbread       | Championne Olympique de lancer de javelot         | Épisode 1 à 5 | Éliminée        |
| Curtis Pritchard       | Danseur et finaliste de Love Island               | Épisode 1 à 4 | Éliminé         |
| Dwain Chambers         | Athlète spécialiste des épreuves de sprint        | Épisode 1 à 4 | Éliminé         |
| Pete Wicks             | Vedette de The Only Way Is Essex                  | Épisode 1 à 2 | Abandon médical |
| Amber Gill             | Vainqueur de Love Island 5 et auteure             | Épisode 1 à 2 | Éliminée        |

- AJ a participé I'm a Celebrity... Get Me Out of Here ! 20 en 2020.
- Fatima a participé I'm a Celebrity... Get Me Out of Here ! 11 en 2011.
- Ferne a participé I'm a Celebrity... Get Me Out of Here ! 15 en 2015.
- Calum a participé à deux reprises à Celebrity Big Brother, lors des saisons 15 (avec notamment Katie Price) et 19.
- Maisie a été finaliste de Strictly Come Dancing 18 en 2020.

### Saison 5 (2023)
Danielle Lloyd et Gareth Thomas ont déjà participé à une émission en commun, en 2015 pour Get Your Act Together, sur ITV.
| Candidat              | Occupation                                       | Duration      | Résultat        |
| --------------------- | ------------------------------------------------ | ------------- | --------------- |
| Gareth Gates          | Chanteur                                         | Épisode 1 à 7 | Vainqueur       |
| Danielle Lloyd        | Miss Royaume-Uni 2006 et personnalité médiatique | Épisode 1 à 7 | Éliminée        |
| Matt Hancock          | Politicien                                       | Épisode 1 à 7 | Éliminé         |
| Perri Shakes-Drayton  | Championne d'athlétisme                          | Épisode 1 à 7 | Éliminée        |
| Teddy Soares          | Vedette de télévision révélé par Love Island     | Épisode 1 à 7 | Éliminé         |
| Amber Turner          | Vedette de The Only Way Is Essex                 | Épisode 1 à 6 | Abandon         |
| Zoe Lyons             | Comique                                          | Épisode 1 à 5 | Éliminée        |
| James Argent          | Ancienne vedette de The Only Way Is Essex        | Épisode 1 à 5 | Abandon médical |
| Montana Brown         | Vedette de télévision révélé par Love Island     | Épisode 1 à 5 | Abandon médical |
| Jermaine Pennant      | Ancien footballeur                               | Épisode 1 à 4 | Abandon médical |
| Siva Kaneswaran       | Chanteur                                         | Épisode 1 à 4 | Abandon médical |
| Jon-Allan Butterworth | Cycliste paralympique                            | Épisode 1 à 4 | Abandon médical |
| Gareth Thomas         | Anbien rugbyman                                  | Épisode 1 à 3 | Abandon médical |
| Melinda Messenger     | Mannequin                                        | Épisode 1 à 3 | Éliminée        |
| Michelle Heaton       | Chanteuse                                        | Épisode 1 à 3 | Éliminée        |
| Kirsty-Leigh Porter   | Actrice de télévision                            | Épisode 1 à 2 | Abandon         |

- Danielle a été finaliste en 2007 de Celebrity Big Bother 5.
- Michelle a participé en 2009 à Celebrity Big Bother 6.
- Melinda a été finaliste de Celebrity Big Brother 2 en 2002, et candidate de Dancing on Ice 4 en 2009.
- Matt a été finaliste de I'm a Celebrity... Get Me Out of Here ! 22 en 2022.
- Gareth a été finaliste de Celebrity Big Brother 9 en 2012, et candidat de Dancing on Ice 8 en 2013.
- Jermaine a été candidat de Celebrity Big Brother 22 en 2018.
- Siva a été finaliste de Celebs on the Farm en 2019.

### Saison 6 (2024)
| Candidat         | Occupation                                            | Duration      | Résultat           |
| ---------------- | ----------------------------------------------------- | ------------- | ------------------ |
| Georgia Harrison | Vedette de télévision                                 | Épisode 1 à 8 | Vainqueur          |
| Lani Daniels     | Boxeuse néo-zélandaise                                | Épisode 1 à 8 | Vainqueur          |
| Bianca Gascoigne | Personnalité de télévision et fille de Paul Gascoigne | Épisode 1 à 8 | Abandon volontaire |
| Anthony Ogogo    | Champion de boxe                                      | Épisode 1 à 8 | Éliminé            |
| Ovie Soko        | Joueur de basketball et finaliste de Love Island 5    | Épisode 1 à 7 | Abandon volontaire |
| Bobby Norris     | Ancienne vedette de The Only Way Is Essex             | Épisode 1 à 7 | Abandon médical    |
| Cherry Healey    | Animatrice de télévision                              | Épisode 1 à 7 | Abandon volontaire |
| Pete Wicks       | Personnalité de télévision                            | Épisode 1 à 6 | Abandon volontaire |
| Shazia Mirza     | Comédienne de stand-up                                | Épisode 1 à 5 | Éliminée           |
| Rachel Johnson   | Journaliste et sœur de Boris Johnson                  | Épisode 1 à 4 | Abandon volontaire |
| Ellie Downie     | Gymnaste                                              | Épisode 1 à 4 | Abandon volontaire |
| Chris Robshaw    | Joueur de rugby à XV                                  | Épisode 1 à 3 | Abandon médical    |
| Tez Ilyas        | Comédien de stand-up                                  | Épisode 1 à 3 | Éliminé            |
| Marnie Simpson   | Ancienne vedette de Geordie Shore                     | Épisode 1 à 3 | Abandon volontaire |
| John Barrowman   | Acteur et chanteur                                    | Épisode 1     | Abandon volontaire |

- Anthony a participé en 2008 à Big Brother: Celebrity Hijack, en 2013 à Splash UK, en 2015 à Strictly Come Dancing 13 et en 2018 à Celebrity Island with Bear Grylls 3.
- Bianca a participé en 2019 à Celebrity Big Brother 19, et en 2021 à Ballando con le stelle 16.
- Bobby participe en 2018 à Celebs on the Farm.
- Marnie a participé en 2018 à Celebrity Big Brother 18.
- Pete participe en 2022 et 2024 aux saisons 4 et 6 de Celebrity SAS: Who Dares Wins, et en 2024 à Strictly Come Dancing 22.
- Rachel participe en 2018 à Celebrity Big Brother 21.
- John a participé en 2018 à I'm a Celebrity...Get Me Out of Here! 18, et est juge des saisons 12 et 13 de Dancing on Ice entre 2020 et 2021.

### Saison 7 (2025)
| Candidat           | Occupation                                          | Duration      | Résultat           |
| ------------------ | --------------------------------------------------- | ------------- | ------------------ |
| Conor Benn         | Boxeur et fils de Nigel Benn                        | Épisode 1 à   | En compétition     |
| Bimini             | Drag queen révélée par RuPaul's Drag Race UK 2      | Épisode 1 à   | En compétition     |
| Adam Collard       | Vedette de télévision révélé par Love Island 4 et 8 | Épisode 1 à   | En compétition     |
| Troy Deeney        | Footballeur                                         | Épisode 1 à   | En compétition     |
| Lady Leshurr       | Rappeuse, chanteuse et productrice                  | Épisode 1 à   | En compétition     |
| Rebecca Loos       | Personnalité médiatique néerlandaise                | Épisode 1 à   | En compétition     |
| Michaella McCollum | Ancienne mule condamnée                             | Épisode 1 à   | En compétition     |
| Lucy Spraggan      | Chanteuse révélée par The X Factor 12               | Épisode 1 à   | En compétition     |
| Harry Clarke       | Vainqueur de The Traitors 2                         | Épisode 1 à 4 | Éliminé            |
| Adebayo Akinfenwa  | Footballeur                                         | Épisode 1 à 4 | Abandon volontaire |
| Tasha Ghouri       | Vedette de télévision révélée par Love Island 8     | Épisode 1 à 2 | Abandon volontaire |
| Chloe Burrows      | Vedette de télévision révélée par Love Island 7     | Épisode 1 à 2 | Abandon volontaire |
| Louie Spence       | Chorégraphe                                         | Épisode 1     | Abandon volontaire |
| Hannah Spearritt   | Chanteuse, ancienne membre des S Club 7             | Épisode 1     | Abandon volontaire |

- Lady a participé en 2021 à Dancing on Ice 13.
- Rebecca a participé en 2004 à The Farm (3e place), en 2005 à Celebrity Love Island, en 2006 à The X-Factor: Battle of the Stars (6e place), en 2007 à Supervivientes: Perditos en Honduras (3e place), en 2007 à Cirque de Celebrité.
- Louie a été juge de Dancing on Ice saison 7 en 2012, candidat de Celebrity Big Brother 12 en 2013, et en 2018 à Celebs on the Farm, et son spin-off en 2019, Celebs on the Ranch (qu'il remporte).

## Version américaine

### Saison 1
La saison 1 est diffusée du 4 janvier 2023 au 1er mars 2023 sur la chaîne américaine FOX. Elle s'intitule Special Forces: World’s Toughest Test.
| Candidat           | Occupation                                                 | Duration        | Résultat        |
| ------------------ | ---------------------------------------------------------- | --------------- | --------------- |
| Hannah Brown       | Vedette de télévision révélé par The Bachelorette          | Épisodes 1 à 10 | Vainqueur       |
| Carli Lloyd        | Joueuse de football                                        | Épisodes 1 à 10 | Vainqueur       |
| Dwight Howard      | Basketteur                                                 | Épisodes 1 à 10 | Disqualifié     |
| Danny Amendola     | Wide receiver en Football américain                        | Épisodes 1 à 10 | Abandon         |
| Gus Kenworthy      | Ancien champion de ski et acteur                           | Épisodes 1 à 8  | Abandon médical |
| Mike Piazza        | Champion de baseball                                       | Épisodes 1 à 8  | Abandon         |
| Kenya Moore        | Vedette de The Real Housewives of Atlanta                  | Épisodes 1 à 6  | Abandon         |
| Anthony Scaramucci | Politicien                                                 | Épisodes 1 à 6  | Abandon         |
| Beverley Mitchell  | Actrice dont Sept à la maison et chanteuse                 | Épisodes 1 à 4  | Abandon         |
| Mel B              | Chanteuse membre des Spice Girl et personnalité médiatique | Épisodes 1 à 3  | Abandon         |
| Nastia Liukin      | Championne Olymoisie de gymnastique                        | Épisodes 1 à 3  | Abandon         |
| Jamie Lynn Spears  | Chanteuse et actrice, sœur de Britney Spears               | Épisodes 1 à 3  | Abandon         |
| Montell Jordan     | Chanteur                                                   | Épisodes 1 à 2  | Abandon médical |
| Tyler Florence     | Chef cuisinier et animateur de télévision                  | Épisodes 1 à 2  | Abandon         |
| Dr. Drew Pinsky    | Docteur et ancien animateur de Celebrity Rehab             | Épisode 1       | Abandon médical |
| Kate Gosselin      | Vedette de télévision                                      | Épisode 1       | Abandon médical |

- Mel a été finaliste de Dancing with the Stars 5 en 2007.
- Kenya a participé à The Celebrity Apprentice 7 en 2015 et Dancing with the Stars 30 en 2021.
- Anthony a participé à Celebrity Big Brother 2 en 2019.
- Kate a participé a Dancing with the Stars 10 en 2010.
- Nastia a participé à Dancing with the Stars 20 en 2015.
- Jaimie participera la même année à Dancing with the Stars 32 et I'm a Celebrity… Get Me Out of Here! UK 23.

### Saison 2
La saison 2 est diffusée du 25 septembre 2023 au 27 novembre 2023, toujours sur FOX.
| Candidat           | Occupation                                       | Duration       | Résultat        |
| ------------------ | ------------------------------------------------ | -------------- | --------------- |
| Tyler Cameron      | Vedette de The Bachelorette                      | Épisodes 1 à 8 | Vainqueur       |
| Erin Jackson       | Championne Olympique de patinage                 | Épisodes 1 à 8 | Vainqueur       |
| Nick Viall         | Vedette de The Bachelor et The Bachelorette      | Épisodes 1 à 8 | Vainqueur       |
| JoJo Siwa          | Danseuse, chanteuse et personnalité médiatique   | Épisodes 1 à 8 | Abandon         |
| Tom Sandoval       | Vedette de Vanderpump Rules                      | Épisodes 1 à 8 | Disqualifié     |
| Bode Miller        | Champion Olympique de ski                        | Épisodes 1 à 7 | Abandon         |
| Jack Osbourne      | Personnalité médiatique révélé par The Osbournes | Épisodes 1 à 6 | Abandon médical |
| Kelly Rizzo        | Influenceuse et veuve de Bob Saget               | Épisodes 1 à 4 | Abandon         |
| Savannah Chrisley  | Vedette de Chrisley Knows Best                   | Épisodes 1 à 3 | Abandon         |
| Robert Horry       | Ancien basketteur                                | Épisodes 1 à 3 | Abandon         |
| Brian Austin Green | Acteur révélé par Beverly Hills, 90210           | Épisodes 1 à 3 | Abandon         |
| Dez Bryant         | Joueur de football américain                     | Épisodes 1 à 2 | Abandon         |
| Blac Chyna         | Personnalité médiatique et ex de Rob Kardashian  | Épisodes 1 à 2 | Abandon         |
| Tara Reid          | Actrice dont la saga American Pie                | Épisodes 1 à 2 | Abandon         |

- JoJo a participé à Masked Singer en 2020, et a été finaliste de Dancing with the Stars en 2021.
- Nick a participé à Dancing with the Stars en 2017.
- Jack a participé à Dancing with the Stars en 2013.
- Brian a participé à The Masked Singer en 2020, à Dancing with the Stars en 2021, et en Australie il a participé en 2023 à The Masked Singer.
- Tara a participé en 2011 à Celebrity Big Brother UK.

### Saison 3
La saison 3 est diffusée en 2025.
| Candidat               | Occupation                                                      | Duration        | Résultat           |
| ---------------------- | --------------------------------------------------------------- | --------------- | ------------------ |
| Kayla Nicole           | Influenceuse et mannequin                                       | Épisodes 1 à 10 | Vainqueur          |
| Brody Jenner           | Personnalité de télévision et fils de Caitlyn Jenner            | Épisodes 1 à 10 | Vainqueur          |
| Golden Tate            | Joueur de football américain                                    | Épisodes 1 à 10 | Disqualifié        |
| Cam Newton             | Joueur de football américain                                    | Épisodes 1 à 10 | Disqualifié        |
| Alana Blanchard        | Surfeuse                                                        | Épisodes 1 à 10 | Abandon volontaire |
| Christy Carlson Romano | Actrice et animatrice de podcast                                | Épisodes 1 à 8  | Disqualifiée       |
| Kyla Pratt             | Actrice révélé par Docteur Dolittle                             | Épisodes 1 à 8  | Abandon volontaire |
| Carey Hart             | Pilote de motocross et homme d'affaires                         | Épisodes 1 à 7  | Abandon médical    |
| Landon Donovan         | Ancien footballeur                                              | Épisodes 1 à 4  | Abandon médical    |
| Nathan Adrian          | Champion olympique de natation                                  | Épisodes 1 à 3  | Abandon médical    |
| Marion Jones           | Athlète et basketteuse                                          | Épisodes 1 à 3  | Abandon médical    |
| Jordyn Wieber          | Gymnaste artistique                                             | Épisodes 1 à 3  | Abandon volontaire |
| Trista Sutter          | Personnalité de télévision révélé par The Bachelor              | Épisodes 1 à 3  | Abandon volontaire |
| Ali Fedotowsky         | Vedette de télévision révélé par The Bachelor                   | Épisodes 1 à 2  | Abandon médical    |
| Denise Richards        | Actrice ayant été James Bond girl et personnalité de télévision | Épisodes 1 à 2  | Abandon volontaire |
| Stephen Baldwin        | Acteur, frère d'Alec Baldwin et beau-père de Justin Bieber      | Épisodes 1 à 2  | Disqualifié        |

- Stephen a participé à I'm a Celebrity... Get Me Out of Here ! 2 en 2009, et Celebrity Big Brother 7 en 2010.
- Denise a participé à Dancing with the stars 8 en 2008.

### Saison 4
La saison 4 est diffusée en 2025. Cette saison se déroule à Marrakech, au Maroc. 
| Candidat            | Occupation                                                  | Duration     | Résultat       |
| ------------------- | ----------------------------------------------------------- | ------------ | -------------- |
| Kodi Brown          | Vedette de Sister Wives                                     | Épisodes 1 à | En compétition |
| Brittany Cartwright | Vedette de The Valley                                       | Épisodes 1 à | En compétition |
| Randall Cobb        | Footballeur de la NFL                                       | Épisodes 1 à | En compétition |
| Eric Decker         | Joueur de Football américain et mari de Jessie James Decker | Épisodes 1 à | En compétition |
| Andrew East         | Mari de Shawn Johnson                                       | Épisodes 1 à | En compétition |
| Mark Estes          | Influenceur et TikTokeur                                    | Épisodes 1 à | En compétition |
| Gia Giudice         | Fille de Teresa Giudice                                     | Épisodes 1 à | En compétition |
| Teresa Giudice      | Vedette de The Real Housewives of New Jersey                | Épisodes 1 à | En compétition |
| Chanel Iman         | Mannequin et actrice                                        | Épisodes 1 à | En compétition |
| Jessie James Decker | Chanteuse et femme de Eric Decker                           | Épisodes 1 à | En compétition |
| Shawn Johnson       | Championne olympique de gymnastique artistique              | Épisodes 1 à | En compétition |
| Brianna LaPaglia    | Personnalité d'Internet                                     | Épisodes 1 à | En compétition |
| Johnny Manziel      | Joueur de football américain et football canadien           | Épisodes 1 à | En compétition |
| Eva Marcille        | Actrice et mannequin révélée par Top Model USA 3            | Épisodes 1 à | En compétition |
| Ravi Patel          | Acteur                                                      | Épisodes 1 à | En compétition |
| Christie Rampone    | Joueuse de football féminin                                 | Épisodes 1 à | En compétition |
| Jussie Smollett     | Acteur dont la série Empire                                 | Épisodes 1 à | En compétition |
| Nick Young          | Basketteur                                                  | Épisodes 1 à | En compétition |

- Teresa a participé à Celebrity Apprentice 5 en 2012, et à Dancing with the stars 31 en 2022.
- Jessie a participé à Dancing with the stars 31 en 2022.
- Shawn a remporté Dancing with the stars 8 en 2009, a été finaliste de Dancing with the stars 15 en 2012, a participé en 2015 à Celebrity Apprentice 7.